# بالتیک (داکوتای جنوبی)
بالتیک(به انگلیسی: Baltic) شهری در ایالت داکوتای جنوبی کشور ایالات متحده آمریکا است که جمعیت آن در سرشماری سال ۲۰۱۰ میلادی، ۱٬۰۸۹ نفر بوده‌است.